# Gunung Male (berg i Indonesien, lat 5,05, long 96,39)
Gunung Male är ett berg i Indonesien.   Det ligger i provinsen Aceh, i den västra delen av landet, 1 700 km nordväst om huvudstaden Jakarta. Toppen på Gunung Male är 1 389 meter över havet, eller 62 meter över den omgivande terrängen. Bredden vid basen är 1,0 km.
Terrängen runt Gunung Male är bergig västerut, men österut är den kuperad.Runt Gunung Male är det mycket glesbefolkat, med 7 invånare per kvadratkilometer. I omgivningarna runt Gunung Male växer i huvudsak städsegrön lövskog.